# Нидзюнися
22 святилища (яп. 二十二社 нидзюнися) — синтоистские святилища, получавшие непосредственную поддержку японского императорского двора с середины эпохи Хэйан до середины средневековья. Императоры самолично посещали эти святилища, участвовали в ритуалах и одаривали их продуктами питания, а позже и землями. В этих храмах возносились молитвы к богам для призыва дождя, в случае стихийных бедствий и политических кризисов, также в них проводились ежегодные ритуалы плодородия.
Первый подобный список был составлен в 966 г. и включал 16 храмов (Исэ, Ивасимидзу, Камо, Мацуноо, Хирано, Фусими Инари, Касуга, Оохарано, Оомива, Исоноками, Ооямато, Сумиёси, Хиросэ, Тацута, Ниукаваками и Кибунэ). К началу XII века список расширился до 22 храмов и приобрёл современный вид. При этом святилища Симогамо и Камигамо считались за одно (Камо-дзиндзя).
Все святилища располагались в Киото или недалеко от него. За пределами столичной провинции Ямасиро находились лишь два святилища — Исэ и Касуга, посвящённые родовым божествам императорской семьи и рода Фудзивара.
Святилища были разделены на три категории: 7 высших, 7 средних и 8 малых. При этом при каждом святилище имелось по буддийскому храму.
- К «высшим семи» (дзё) были отнесены святилища Исэ, Ивасимидзу-Хатиман-гу, Камо, Мацуноо, Хирано, Фусими Инари и Касуга.
- К «средним семи» (тю) были отнесены храмы Оохарано, Оомива, Исоноками, Ооямато, Хиросэ, Тацута и Сумиёси.
- Наконец, к «малым восьми» (гэ) были отнесены храмы Хиэ, Умэномия, Ёсида, Хирота, Гион, Китано, Ниукаваками и Кифунэ[1][2][3][4].

Точно неизвестно, почему то или иное святилище попало в список — например, святилища Ивасимидзу, Охарано, Гион и Китано значительно меньше остальных. Вероятно, выбор святилищ вокруг Киото связан с ослаблением влияния императора в провинциях. Кроме того, на это могла повлиять консолидация ритуального синто вокруг императора и аристократии.
С упадком власти императора в средние века 22 святилища потеряли свой вес, за исключением храмов Исэ, Камо и Ивасимидзу.